# Agnès Hurstel
Agnès Hurstel, née le 5 septembre 1990 à Toulouse, est une actrice, humoriste et animatrice de radio française. 
Elle est cocréatrice, coscénariste et actrice principale de la série Jeune et Golri qui obtient en août 2021 les prix de meilleure série française et meilleure composition originale au festival Séries Mania.

## Biographie
Agnès Hurstel obtient son bac en 2008 au lycée français de Londres. Elle poursuit par une prépa littéraire (hypokhâgne, khâgne) au lycée Chaptal à Paris puis une double licence de lettres et théâtre à l'université Sorbonne-Nouvelle. Elle démarre le stand-up en 2015,.
En 2018, elle remplace Alison Wheeler sur France Inter dans l'émission de radio La Bande originale, animée par Nagui.
En 2021, elle joue Prune, rôle principal de la série d'OCS Jeune et Golri pour laquelle elle est également co-créatrice et co-scénariste. La série glane les prix de meilleure série française et meilleure composition originale au festival Séries Mania.
En 2022, elle joue l'un des principaux rôles de la comédie On sourit pour la photo de François Uzan. Elle joue également dans le film Coupez de Michel Hazanavicius, remake du film japonais Ne coupez pas ! (2017), qui fait l'ouverture du Festival de Cannes la même année.

## Théâtre
- 2016 : Agnès bande au Sonar’t
- 2016-2017 : Agnès Hurstel - Ma bite et mon couteau au Sonar’t et au Sentier des Halles
- 2017-2019 : Agnès Hurstel - Avec ma bouche au Sentier des Halles et au Théâtre du Rond-Point

## Filmographie

### Actrice

#### Cinéma

##### Longs métrages
- 2015 : Venir sur ses pas de Baptiste Drapeau : Fémis
- 2017 : Bad Buzz de Stéphane Kazandjian : la première infirmière
- 2017 : Garde alternée d'Alexandra Leclère : Juliette l’étudiante
- 2018 : Ami-ami de Victor Saint-Macary : la joueuse au Time's Up
- 2018 : Les Affamés de Léa Frédeval : Maud
- 2019 : Trop d'amour de Frankie Wallach : Agnès
- 2022 : Coupez ! de Michel Hazanavicius : Laura
- 2022 : On sourit pour la photo de François Uzan : Karine Hamelin
- 2023 : Un homme heureux  de Tristan Séguéla : Marie Leroy
- 2023 : Yannick de Quentin Dupieux : la préposée du vestiaire
- 2023 : Daaaaaalí ! de Quentin Dupieux : Lucie, l'assistante
- 2024 : Pas de vagues de Teddy Lussi-Modeste : Laura

##### Moyen et courts métrages
- 2015 : Münster de Martin Le Chevallier : Hilla
- 2015 : Une homme est un femme de Baptiste Drapeau
- 2016 : La nuit ensemble de Paloma Veinstein : Désirée
- 2017 : Auguste d'Olivia Baum : Joséphine
- 2018 : Brazil de Mathilde Elu
- 2018 : Une fille moderne de Noé Debré : Léa
- 2022 : La Reconnaissance de caractères de Fabien Commoy : Marion

#### Télévision
Émissions 
2025 : Commentatrice de la cérémonie des césars

##### Séries télévisées
- 2016 : Le Passe-Muraille de Dante Desarthe : l'infirmière de la maison de retraite
- 2016 : WorkinGirls (Saison 4) : l'interne
- 2018 : Patriot (Saison 2) : le docteur
- 2021 : Jeune et Golri : Prune
- 2023 : Salade grecque de Cédric Klapisch : Juliette

##### Série d'animation
- 2018 : 50 nuances de Grecs : Artémis (2e voix), Circé et Vassiliki (voix)

### Scénariste
- 2016 : What the Fuck France (4 épisodes)
- 2017 : Loulou (2 épisodes)
- 2019 : Trop d’amour avec Frankie Wallach
- 2021 : Jeune et Golri avec Léa Domenach
- 2022 : Salade grecque avec Cédric Klapisch

### Créatrice de série
- 2021 : Jeune et Golri avec Léa Domenach et Victor Saint Macary
- 2022 : Salade grecque avec Cédric Klapisch[2]

## Radio
- depuis 2018 : Chroniqueuse pour l'émission La Bande originale de Nagui sur France Inter